# ヴィンセント・アロ

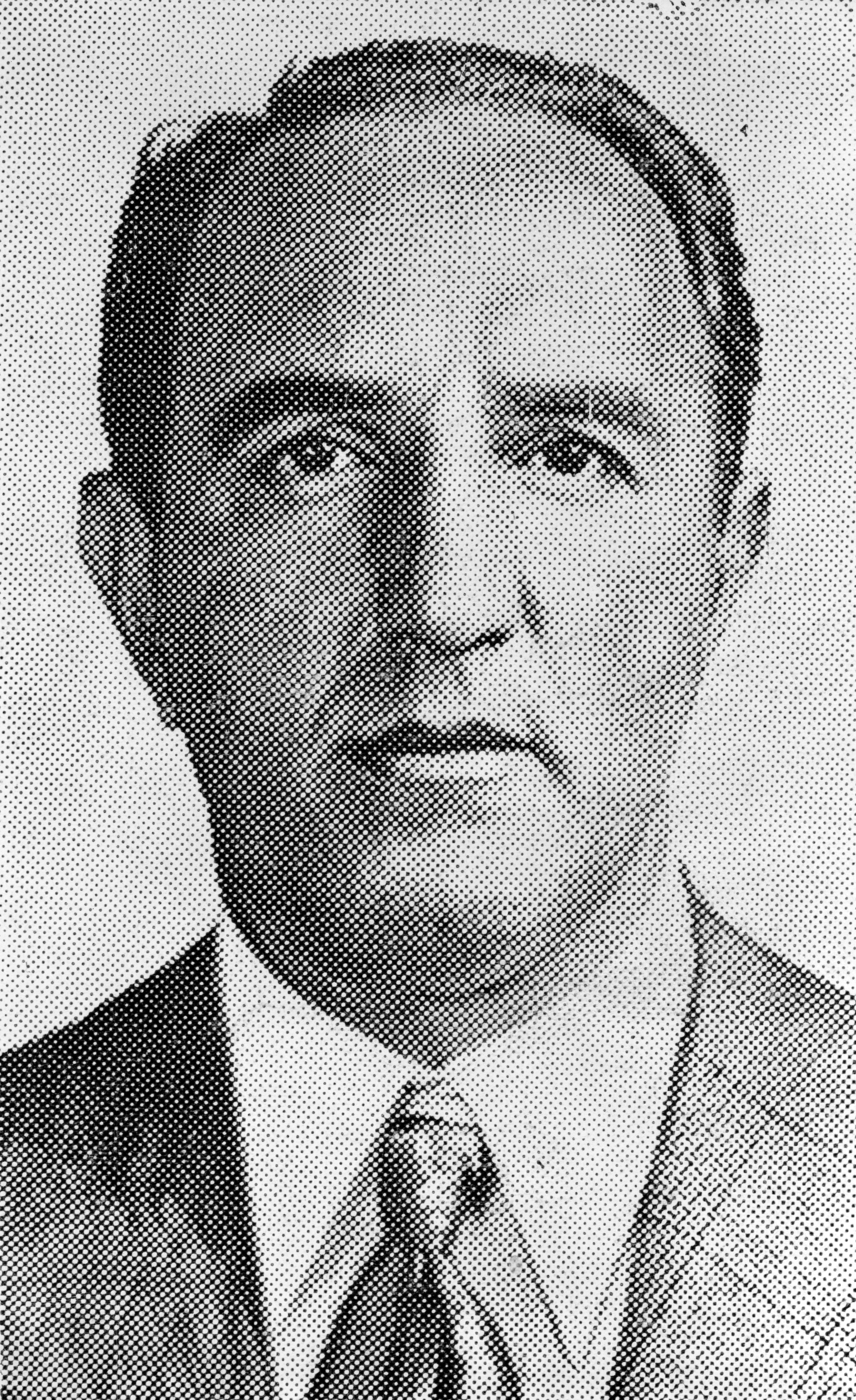
1950年撮影

ヴィンセント･アロ（Vincent Alo、1904年5月26日 - 2001年3月9日）は、アメリカのニューヨークマフィア、ジェノヴェーゼ一家幹部。通称"ジミー・ブルーアイズ"（Jimmy Blue Eyes）。

## 来歴

### 若年期
ニューヨークのハーレムに生まれ、のちブロンクスに移った。親はイタリア南部カラブリア州コゼンツァの移民。極貧の少年時代を過ごした。高校を1年で中退し、ウォール街で働くが嫌気がさして辞め、地元の強盗団に加わった。1923年、宝石強盗で捕まり、5年服役した。出所後、ブロンクスのギャング団に加わった。

### ルチアーノ一家
1931年のニューヨークマフィアの統合後、ラッキー・ルチアーノの組織（現ジェノヴェーゼ一家）に入り、フランク・コステロやジョー・アドニスなどのイタリア系、マイヤー・ランスキーらユダヤ系ギャングと知り合った。ジョー・アドニスの部下だったとされる。1930年代半ば、ブロンクスやウェストチェスターの賭博運営に関わった。1936年に結婚した。

### フロリダ
1930年代半ば、ランスキーの右腕としてフロリダのカジノの拠点を広めた。有名カジノ「プランテーション」のマイナーパートナーから出発し、ブロワード郡ハランデール市に「コロニアル・イン」「ザ・ファーム」「ビーチクラブ」などカジノ店を次々にオープンし、1940年代にかけ市政要職や裁判官を賄賂漬けにして大儲けした。その儲けでニューヨークにスロットマシンメーカーを立ち上げた。シカゴ勢やサント・トラフィカンテがマイアミを売春とポルノ漬けの街にしたのに対し、ニューヨークマフィアのブロワードは対照的に売春やポルノを賭博ビジネスの脅威と見なして排除したと言われる。またフランク・コステロやその仲間の賭博師フランク・エリクソンらとマイアミの競馬で八百長レースを仕組んだ。ブロワードのハリウッド地区に別荘を構え、フロリダのビジネスの拠点とした。依然としてハーレムやブロンクスの縄張りを持ち、ニューヨークとマイアミを往復する日々を送った。1947年8月、臨海組合リーダー殺人事件で尋問を受けたが、関与を否定した。
1950年、上院議会のキーフォーバー（組織犯罪調査）委員会でフロリダの賭博ビジネスが組織犯罪の温床として追及され、続いてフロリダ捜査当局がカジノの摘発、賄賂漬け役人の取締りに乗り出した。アロら数人のパートナーが告発され、罰金刑となった。

### キューバ＆ラスベガス
1940年代後半からランスキーのキューバプロジェクトに関わり始めた（1946年4月、キューバから再入国の記録）。ハバナのホテル・ナショナルのカジノ権益をランスキーと共有して運営した。1950年代摘発が厳しくなったフロリダからラスベガスに拠点を移し、ランスキーと共にホテル・サンズのカジノに収益ソースを広げ、一家の収入に多大な貢献をした。1952～1953年にかけてロス地元のジャック・ドラグナ一家との縄張り争いの解決に奔走した。この頃一家の幹部となった。1956年アドニスが密入国容疑で追放されるとその兵隊を引き継いだ。1957年、コステロに代わってボスの座に就いたヴィト・ジェノヴェーゼの下、ランスキーやサント・トラフィカンテらとキューバのカジノを続けたが、1959年に起こったキューバ革命でマフィアの資産が接収され、事実上の撤退を余儀なくされた。1960年代までにフロリダに再び舞い戻った。1964年、バハマのカジノ進出に関わった。ジョージ・ラフトが経営したロンドンの高級カジノ"コロニークラブ"の裏のオーナーはアロ＆ランスキーだった。
1963年9月、アロが面倒見ていたブロンクスの高利貸し事業が摘発された。高利貸しでは最大156％の暴利を得ていたという。1965年秋、ロサンゼルスで（ファット・トニー）アンソニー・サレルノやラスベガスのカジノオペレーターらと会議に参加していたことが連邦大陪審に捕捉された。1965年12月、連邦大陪審に出廷したアロは、ハーレム＆ブロンクスの縄張りを持ち、臨海区やマンハッタンのガーメント・ディストリクトにも利権を持つギャングと描写された。1969年、マイアミ・ビーチで開かれたマフィア会議に参加した。シカゴからトニー・アッカルドやポール・リッカ、ニューヨークからカルロ・ガンビーノやアンソニー・リッチ、ランスキー、ほかカンサスのマフィア勢などが参加していたと伝えられた。

### 引退

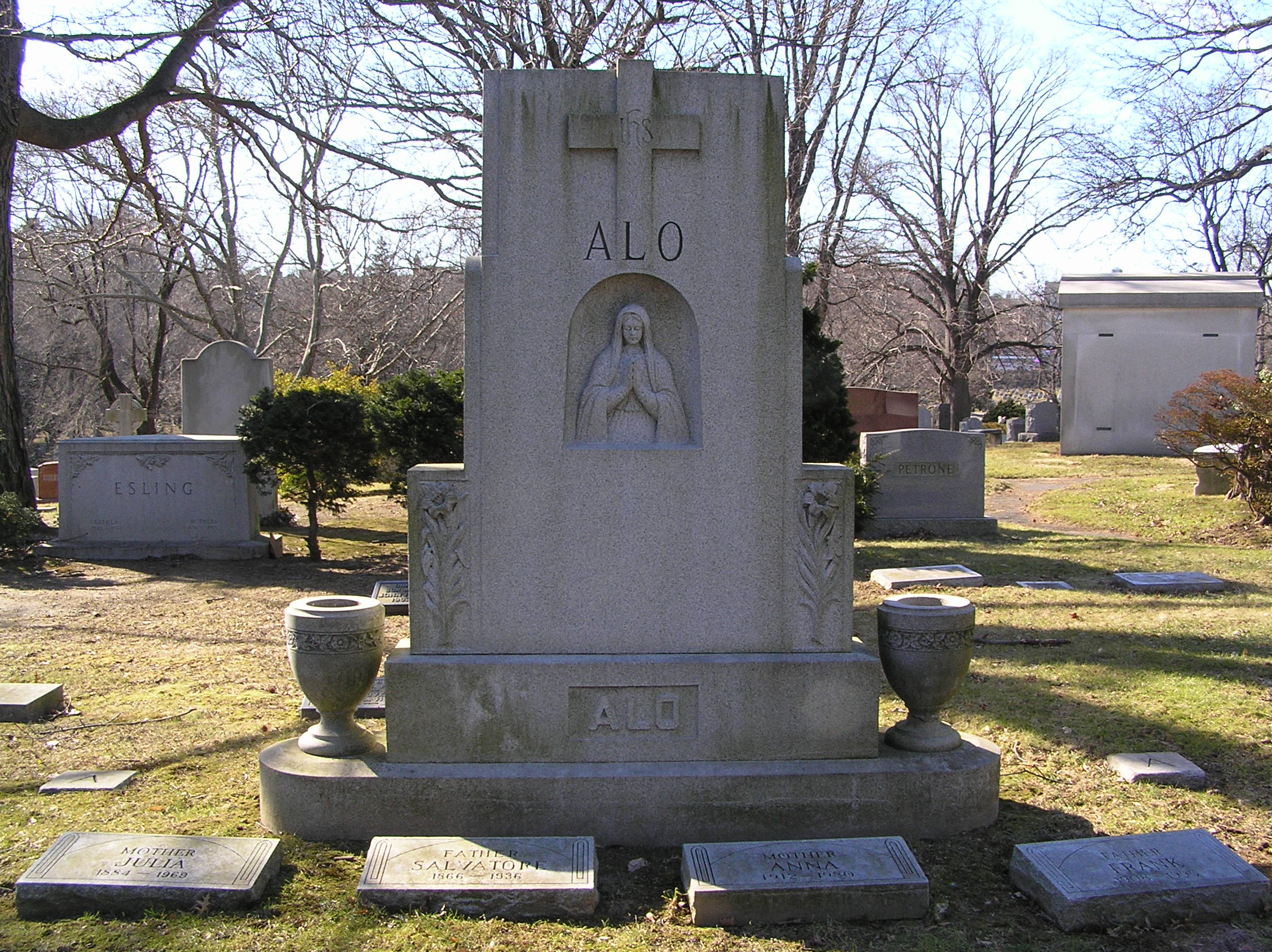
アロの墓

1970年、偽証罪で50年ぶりに監獄に入った（刑期5年、アトランタ連邦刑務所）。3年で出所し、ブロワードに隠居した。1970年代半ば、オランダのギャンブル業界への進出に関わった。 1990年妻に先立たれた後、2001年に96歳の高齢で死んだが、彼の出身地のニューヨークは一切報じなかった。死ぬまで秘密のベールに包まれ、マスコミの追及からも無縁だった。

## エピソード
- ラスベガス時代、高級スーツに身を包んだ当時サンズのマネージャー、ジャック・エントラッターが、新しく作った超豪華スイートルームを自慢げに案内した時、その浪費ぶりに激昂し、エントラッターを手ひどく叱責した逸話がある[6]。
- ビジネスマン然とした風貌で、読書を好み、聡明で内気な性格、誰からも好かれる人柄だったという[9]。
- フロリダのヤミ賭博で余りに儲けすぎたため本拠ニューヨークのハーレム地区のナンバーズ賭博テリトリーを黒人ギャングにあっさり明け渡してしまったと言われた[7]。
- 結婚していたが子供がおらず、姪のキャロル・コートランド・ルッソをわが子同然に育てた[10]。2014年ルッソがアロの半生や人となりを語っている[3]。

## 関連作品
- 映画ゴッドファーザー PART IIの登場人物ジョニー・オラ(Johnny Ola)は、アロがモデルとされる（ALOを逆読みするとOLAになる）[1][8][9]。